# Книга життя (мультфільм)
«Книга життя» (англ. The Book of Life) — американський комп'ютерний анімаційний мультфільм 2014 року. Режисер — Хорхе Гутьєррес. Прем'єра відбулася в Лос-Анджелесі 12 жовтня 2014.

## Сюжет
Музейний гід супроводжує групу дітей і розповідає їм про знамениті історії та легенди мексиканського фольклору. У Мексиці пліч-о-пліч існують християнська віра і віра в духів. Ла Муерте і Шибальба є богами світу мертвих. Ла Муерте править у Царстві незабутих, а Шибальба — у Царстві Забутих. Одного разу, а точніше в День мертвих, вони вирішують посперечатися. Два найкращих друзі закохалися в одну дівчину, і суперечка така: якщо хлопчик Ла Муерте — Маноло — одружується першим на Марії, то Шибальба не буде втручатися у справи людей, але якщо хлопчик Шібальби — Хоакін — одружується з дівчиною першим, то він правитиме Царством незабутих. Вони перевтілились у людей і пішли до своїх хлопчиків дати напуття. Ла Муерте попросила шматочок хліба, і Маноло дав їй, за це вона благословила його. А Шибальба попросив хліб у Хоакіна, але той не дав йому ні крихти, і тоді Шибальба запропонував обмін. За шматок хліба він дав йому медаль Вічного життя і сказав, щоб той її нікому не показував, бо король бандитів зробить все, щоб повернути медаль.
Батько Маноло був тореадором або, як їх ще називають, матадором, а батько Хоакіна бився з Шакалом — королем бандитів. Через те, що вони разом з Марією набешкетували, Марію відправили до Іспанії на навчання, Маноло і Хоакін почали навчатися кожний своєму спадковому ремеслу. І ось в один день батько Маноло влаштував своєму вже дорослому сину змагання з биком, і в цей же день в місто повернулася подорослішала Марія. Маноло дуже добре бився з биком, але відмовився вбивати його, і лише Марії це сподобалося. У той же день батько Марії влаштував свято на честь того, що його дочка повернулася додому, куди був запрошений Хоакін. Маноло йшов додому з бродячими музикантами, і вони підказали йому заспівати серенаду для Марії. Маноло так і зробив, він піднявся до балкона (в цьому йому допомогли музиканти), але музиканти його не втримали, і він впав, упустивши з рук гітару, яку зловила Марія. Вона подарувала йому її перед своїм від'їздом, в той день Маноло пообіцяв заспівати для неї, коли вона повернеться, а Хоакін обіцяв битися за неї. Марія спустилася, щоб віддати гітару власнику, але тут Хоакін освідчився їй. У цю хвилину увійшов Маноло, і Хоакін подумав, що він теж зробив пропозицію. Потім Хоакін пішов.
Коли Хоакін пішов, на місто напали розбійники. Маноло хотів встати на захист міста, але Хоакін встигає раніше перемогти бандитів. Коли Маноло прийшов додому, його батько сказав йому битися за Марію, якщо він її любить. У той же вечір він запропонував Марії зустрітися на мосту на світанку, і вона погодилася. Коли вона була на місці, він зробив їй пропозицію. Але там була отруйна змія, і заради того, щоб Маноло вижив, Марія відштовхнула його і сама потрапила під укус. Це була змія Шібальби, яку він підіслав, бо зрозумів, що може програти в суперечці. Маноло тут же покликав на допомогу, і Хоакін з батьком Марії тут же прибули на місце. Вони були дуже злі на Маноло і в усьому звинувачували його, а Хоакін сказав, що Маноло повинен був померти замість Марії. Маноло пішов забрати гітару, але зустрів Шібальбу, який запропонував йому померти, щоб побачити Марію. Коли він помер, він потрапив у Царство незабутих і знайшов всю свою сім'ю. Його мати запропонувала звернутися до Ла Муерте за допомогою, але в замку вже правив Шибальба. Маноло дізнається, що Марія жива, тому що змія вкусила її 1 раз, а його — 2 рази. У той час нагорі Марія приходить до тями і не розуміє, в чому справа, але після того, як вона дізнається, що Маноло помер, а на їхнє місто може напасти Шакал, і тільки Хоакін здатний їх захистити, вона приймає його пропозицію.
Маноло пройшов безліч випробувань, перш ніж він потрапив у Царство Забутих, а в цьому йому допомогли його Мати, Дідусь і свечника, бог життя. Він все розповів Ла Муерте, на що вона дуже розлютилася і покликала Шібальбу. У той же момент він проговорився і про змію, і про медаль. Ла Муерте вирішила, що буде чесним повернути Маноло до життя, але для цього треба, щоб всі боги були згодні, а Шибальба не погоджувався. Він вирішив влаштувати Маноло випробування і, той його пройшов. Маноло оживає і бачить, що на Сан-Анхель напав Шакал, він хотів повернути свою медаль. Марія всіх об'єднала, і всі городяни стали на захист свого міста. Коли Шакал зрозумів, що медаль йому не повернути, він вирішив померти разом з містом. Маноло і Хоакін кинулися в бій; Маноло відштовхнув одного, бо не хотів, щоб він помер, а сам почав штовхати поруч стоячу колону. Коли він штовхнув колону в останній раз, він сказав Марії: «Не забувай мене», і дзвін накрив обох, але Маноло не помер, бо Хоакін непомітно віддав йому медаль Вічного життя. У той же день Маноло і Марія одружилися.
На цьому закінчилась розповідь гіда. Виявилося, що гід — це Ла Муерте, а сторож цього музею — Шибальба, які все ще кохають один одного.

## Ролі озвучили
- Дієго Луна — Маноло Санчіс
- Зої Салдана — Марія Посада
- Ченнінг Татум — Хоакін Мондрагон
- Крістіна Епплгейт — Мері Бет, музейний гід
- Кейт дель Кастільйо — Ла Муерте (Катріна)
- Рон Перлман — Шибальба
- Ice Cube — Свічар
- Карлос Алазракі — генерал Посада / Чуї (свиня)
- Гектор Елізондо — Карлос Санчес, батько Маноло
- Ана де ла Регера — Кармен Санчес, мати Маноло
- Денні Трехо — скелет Луїс, дідусь Маноло
- Грей Делайл — бабуся Маноло
- Хорхе Гутьєррес — скелет Кармело
- Пласідо Домінго — скелет Хорхе
- Габріель Іглесіас — Пепе Родрігес
- Чіч Марін — Панчо Родрігес
- Ден Наварро — ватажок бандитів Шакал
- Мігель Сандовал — капітан Країни незабутих
- Анхеліка Марія — сестра Ана

Український дубляж:
Маноло Санчес - Іван Розін
Марія Посада - Юлія Перенчук
Хоакін Мондрагон - Дмитро Гаврилов
Ла Муерте  - Наталя Романько-Кисельова
Катріна - Катерина Сергеєва
Шібальба - Борис Георгієвскьий
Свічний Майстер - Григорій Герман
Карлос Санчес - Михайло Кришталь
Кармен Санчес - Валентина Сова
Джакал - Кирило Нікітенко
Скелет Луїс - Василь Мазур
Скелет Хорхе - Андрій Альохін
Скелет Кармело - Сергій Солопай
А також: Михайло Кукуюк, Володимир Терещук, Назар Задніпровський, Дмитро Завадський, Антоніна Хижняк, Михайло Войчук та інші.
Мультфільм дубльовано та озвучено студією Postmodern у 2014 році.

## Саундтрек
| #     | Назва                                  | Виконавець                             | Тривалість |
| ----- | -------------------------------------- | -------------------------------------- | ---------- |
| 1.    | «Live Life»                            | Jesse & Joy                            | 3:05       |
| 2.    | «The Apology Song»                     | La Santa Cecilia                       | 2:32       |
| 3.    | «No Matter Where You Are»              | Us The Duo                             | 2:58       |
| 4.    | «I Love You Too Much»                  | Дієго Луна і Густаво Сантаолалья       | 2:35       |
| 5.    | «I Will Wait»                          | Дієго Луна і Густаво Сантаолалья       | 1:55       |
| 6.    | «Más»                                  | Kinky                                  | 4:20       |
| 7.    | «Cielito Lindo»                        | Пласідо Домінго                        | 0:25       |
| 8.    | «Creep»                                | Дієго Луна і Густаво Сантаолалья       | 1:20       |
| 9.    | «Can’t Help Falling in Love with You»  | Дієго Луна                             | 0:52       |
| 10.   | «The Ecstasy of Gold»                  | Густаво Сантаолалья                    | 2:05       |
| 11.   | «Da Ya Think I'm Sexy?»                | Гебріел Іглесіас и Густаво Сантаолалья | 0:20       |
| 12.   | «Just a Friend»                        | Біз Маркі та Чіч Марін                 | 2:49       |
| 13.   | «El Aparato / Land of the Remembering» | Café Tacuba і Густаво Сантаолалья      | 1:46       |
| 14.   | «Visiting Mother»                      | Густаво Сантаолалья                    | 1:43       |
| 15.   | «The Apology Song»                     | Дієго Луна і Густаво Сантаолалья       | 2:52       |
| 16.   | «No Matter Where You Are»              | Дієго Луна і Зої Салдана               | 1:37       |
| 17.   | «Te Amo y Más»                         | Дієго Луна і Густаво Сантаолалья       | 2:36       |
| 18.   | «Si Puedes Perdonar»                   | Дієго Луна і Густаво Сантаолалья       | 1:44       |
| 37:34 |                                        |                                        |            |

## Сприйняття
Мультфільм отримав позитивні відгуки критиків. На сайті Rotten Tomatoes фільм має рейтинг 82 % на основі 101 рецензії з середнім балом 7 з 10. На сайті Metacritic мультфільм отримав рейтинг 67 з 100 на основі відгуків 27 критиків, що відповідає статусу «в основному позитивні рецензії».

## Цікаві факти
Катріна і Шибальба — це пряме відсилання до двох богів з ацтекської міфології: Міктлантекутлі і його дружини Міктлансіуатль — обидва були головними богами смерті і владиками світу мертвих. У Мексиці сьогодні зберігся культ Міктлансіуатль, яка шанується, як Санта Муерте — «свята смерть». Саме свято мертвих ще до захоплення Мексики конкістадорами святкувався ацтеками, під час якого шанувалася богиня Міктлансіуатль, сьогодні її образ замінений Катріною. Часто Санта Муерте і Катріна представляється одним і тим же персонажем. Сама Ла Муерте з мультфільму схожа на La Calavera Catrina. Крім того, Шибальба — назва пекла в міфології майя. Хоча в мультфільмі Ла Муерте і Шибальба живуть окремо, сюжет розкриває, що багато століть тому вони були разом, хоча все ще один одного люблять.
Хорхе Рівера, один з головних героїв мультсеріалу «Ель Тигре: Пригоди Менні Рівери», з'являється як камео в одному з вступних флешбеків мультфільму. Примітно, що творцем цього мультсеріалу також є Хорхе Гутьєррес.